# 1セント硬貨 (アメリカ合衆国)
セント（英語: Cent）として知られるアメリカ合衆国1セント硬貨は、アメリカ合衆国内で流通する通貨。1アメリカドルの100分の1の価値と同等である。
硬貨の表側には、アメリカ合衆国第16代大統領、エイブラハム・リンカーンの肖像が、彼の生誕100周年にあたる1909年の発行時より描かれている。リンカーンの生誕150周年にあたる1959年以来、裏側にはワシントンD.C.に位置するリンカーン記念館がデザインされるようになったが、2010年からは「リンカーン・ユニオン・シールド」のデザインとなった。硬貨は19.05ミリメートル（0.75インチ）の直径と1.55ミリメートル（0.061インチ）の厚さで製造されている。
1セント硬貨は、penny（ペニー）の愛称がある。
2025年2月9日にトランプ大統領は財務長官に対して1セント硬貨の製造を中止する様に指示したことをSNS上で発表した。

## 金属構成の変革
リンカーン・セントの項目も参照
| 発行年         | 素材                                                   |
| -------------- | ------------------------------------------------------ |
| 1793年–1857年  | 銅100 %                                                |
| 1857年–1864年  | 87.5 % 銅、12.5 % ニッケル (「NS-12」としても知られる) |
| 1864年–1943年  | 青銅 (95 % 銅、5 % スズと亜鉛)                         |
| 1943年(1944年) | 亜鉛でコーティングされた鋼鉄                           |
| 1943年–1962年  | 青銅 (95 % 銅、5 % スズと亜鉛)                         |
| 1962年–1982年  | 95 % 銅, 5 % 亜鉛 (およそ3.04グラム)                   |
| 1982年– 現在   | 97.5 % 亜鉛（中心部）, 2.5 % 銅（表面メッキ）          |

第二次世界大戦もピークを迎えた1943年、戦争で消費する銅の需要のために、亜鉛でコーティングされた鋼鉄を用いて造られていたセント硬貨が短期間製造されていた。数少ない1943年版の銅製のセント（アメリカ合衆国造幣局によれば40枚と報告されている。このうちの1枚が1947年に入手した人物から2019年にコイン競売会社ヘリテージ・オークションに渡り、20万4千ドルで落札された）硬貨は、貯蔵庫に残っていた1942年用のプランシェット（planchette。素材板）を用いて製造された。1943年に続いて、当時は回収された薬莢を使用し硬貨が製造工程へと進んだため、硬貨の仕上がりに真鍮の条痕がついたり、硬貨が黒みがかっていたりすることは、他の年よりもよく見られた。
1970年初頭、銅の価値が1セント硬貨に含まれる銅の含有量のほとんどを超える地点にまで達したため、造幣局はアルミニウムのほか青銅を混在させた鉄の合金など、硬貨に使用するための代用となる金属をテストすることになった。このときセントの材料にアルミニウムを使用することが決定され、150万枚を超える硬貨が製造されて発行を待ったが、最終的に流通へは至らなかった。現在これらは違法な硬貨とされ、アメリカ合衆国シークレットサービスによる没収の対象となるが、依然として少量のアルミニウム・セントが収集家の手中にあると信じられている。現存のうち1枚はワシントンD.C.にあるスミソニアン博物館に所蔵されている。
セント硬貨の金属構成は1982年、再び額面に含まれる銅の価格が1セントを超える位置まで上昇し始めたため変更された。一部の1982年の硬貨には、97.5 %の亜鉛が使用されているが、その他は95 %の銅が使われている。その後銅の価格は1セント硬貨を製造しても採算が取れるレベルにまで落ち着いた。

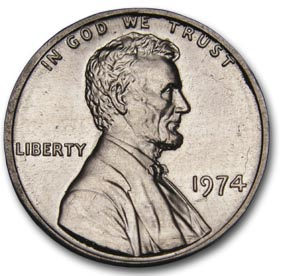
1974年に製造されたアルミニウム・セント硬貨。スミソニアン博物館所蔵。

2007年5月26日時点で、銅と亜鉛の価格は1ポンド当たりそれぞれ3.39ドルと1.67ドルである。こうした価格において、1982年以前に製造された銅製のセント硬貨は、2.267セント分の価値がある量の銅を含んでおり、融解して売却すれば利益が得られることから格好の標的となった。
しかし、こうした悪質な期待に反して、合衆国造幣局は2006年12月14日に新たな規制を履行した。これはセント硬貨やニッケル硬貨を溶かしたりする行為に刑罰を与え、硬貨の輸出に制限をかけるものであった。この規制に違反した行為を行った者は、1万ドルの罰金や5年以下の禁固刑に処せられる。
現在製造されている、銅メッキされた亜鉛を用いて造られる1セント硬貨は、金属価値に換算しておよそ0.943セント（変動あり）に値する。しかし、1セント硬貨の製造には、2014年で1枚当たり1.7セントの費用が掛っている。亜鉛の価格が急激に上昇した折には、合衆国造幣局が他の代用金属を再び探さなければならなくなる。しかし、造幣局が製造し流通させる通貨単位や、硬貨の含有量を決定づけるのは、アメリカ合衆国議会である。
造幣局は合衆国議会が命じる硬貨のみを製造するため、通貨単位を変更したり廃止したりする権限を持ってはいない。アメリカ合衆国議会やアメリカ合衆国大統領の署名で制定される法律によって、廃止を行うよう指示されたならば、アメリカ合衆国財務省は、再びセント硬貨の変更や段階的な廃止を検討するだろうという指摘がある。
これは1セント硬貨を廃止しようという声や、それに関連した法案が挙がっていることに関係するものである (Efforts to eliminate the penny in the United States)。硬貨の需要もあり、連邦準備銀行もそうした需要に合うような目録の作成を求めているため、造幣局は1セント硬貨の製造を続けている。
青銅・銅・亜鉛を用いて製造されたセント硬貨は、その違いが音で分かる。硬貨を指で連続して弾いてみると、主に銅製のセント硬貨は12キロヘルツの音で音が鳴り響くが、亜鉛が多く含まれるセント硬貨は音が響かない。

## デザイン
初めて製造されてからおよそ200年間、セントは様々なデザインの変更が行われてきた。1857年まで、1セント硬貨は現在のハーフ・ダラー硬貨と同じくらいの大きさだった。
現在までに以下の種類が製造されている。名前は硬貨の呼称、年は製造年である。
ラージ・セント（1857年までの大きい硬貨）
- フロウイング・ヘア・チェイン　1793年
- フロウイング・ヘア・リース　1793年

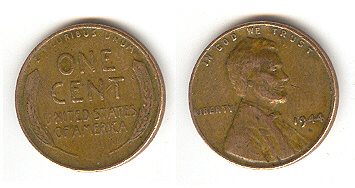
1944年のリンカーン・セント。裏側は小麦（wheat、ホイート）とその穂（ears、イヤーズ）が描かれていることから、「ホイート・イヤーズ」と呼ばれる。

- リバティ・キャップ　1793年〜1796年
- ドレイプト・バスト　1796年〜1807年
- クラシック・ヘッド　1808年〜1814年
- コロネット　1816年〜1839年
- ブレイデッド・ヘア　1839年〜1857年

スモール・セント（1857年以降の小さな硬貨）
- フライング・イーグル　1856年〜1858年
- インディアン・ヘッド（英語版）　1859年〜1909年
- リンカーン・ホイート　1909年〜1958年
- リンカーン・メモリアル　1959年〜2008年
- リンカーン200周年デザイン4種　2009年
- リンカーン・ユニオン・シールド　2010年〜

硬貨の歴史において、リンカーン・セントには製造年の数字が様々なフォントで表示されているが、数字の「4」や「8」が上下に突き出して刻まれてはいないことを除けば、ほとんどの数字がオールドスタイル数字で刻まれている。重要な相違点として、数字の3が挙げられる。これは0，1，2と同じ大きさであり、初期の頃は下に突き出していなかったが、1934年に1年だけ下へ突き出した字体へと変更され、その後1943年より永久に（2004年時点）下へ突き出た形の字体が、製造年の表示に使われることとなった。

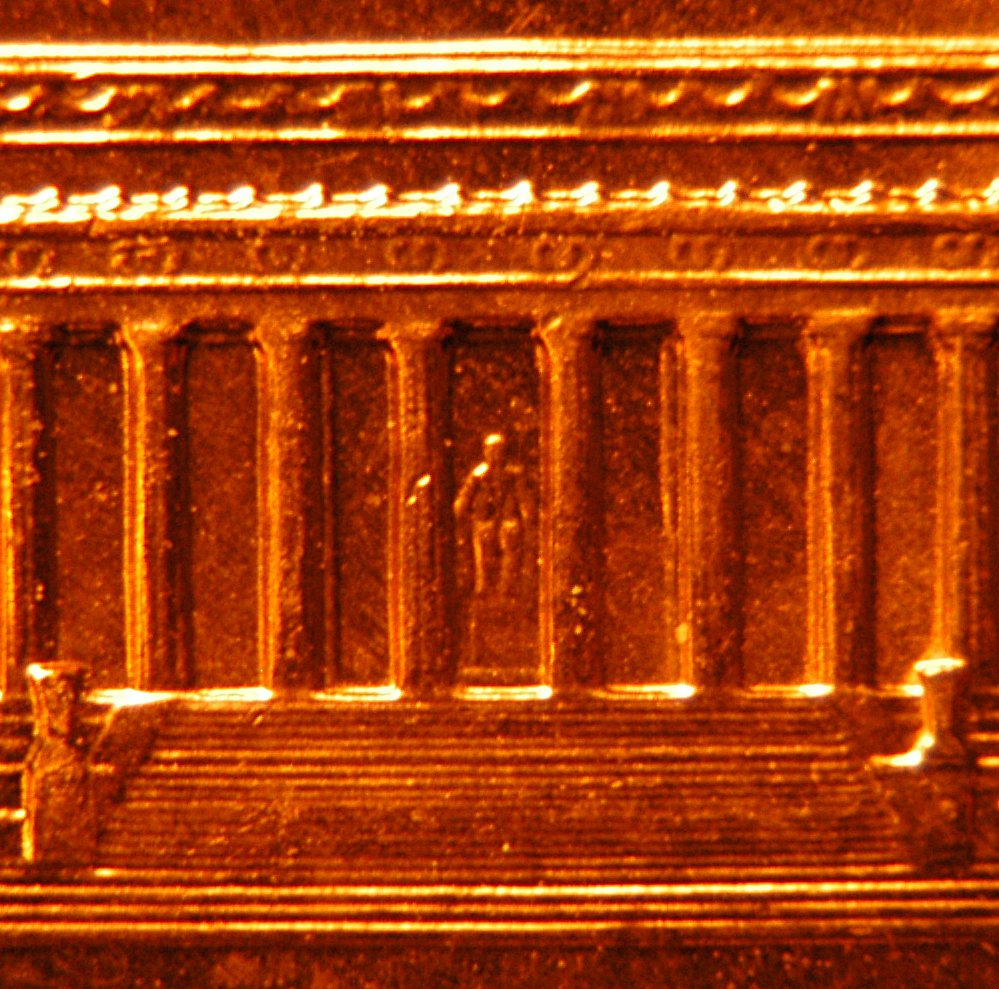
裏側のリンカーン記念館のデザイン拡大画像。微細だが、リンカーンの座像が確かに刻まれている。

2008年まで作られた1セント硬貨の裏側にはリンカーン記念館の描写が刻まれている。スティーブ・クルックスは、自著の論文「Theory and Practise of Numismatic Design（貨幣学的デザインの理論と慣例）」のなかで、リンカーン記念館が中のリンカーンの座像まで詳細に彫刻されているため、エイブラハム・リンカーンがアメリカ合衆国の硬貨史上、表と裏両面に描かれた唯一の人物であると述べている。その後に実施されたアメリカ合衆国50州記念25セント硬貨の中の、1999年に発行されたニュージャージー州のクォーター硬貨には、裏側にデラウエア川を渡るジョージ・ワシントンが描かれたため、リンカーンは両面に描かれた唯一の人物ではなくなった。因みにクォーター（25セント）硬貨の表側にはジョージ・ワシントンの肖像が描かれている。

## 近年のデザイン変更
2009年はリンカーン大統領が1セント硬貨に描かれるようになってから100周年（同時に生誕200周年記念でもある）を迎えるため、記念行事の一環として4種の記念硬貨の新デザインとする案が持ち上がり、2005年の大統領1ドル硬貨法案（Presidential $1 Coin Act）の一部として定められた。これは2009年に、1909年製造の銅の含有量で造られた、コレクション用1セント硬貨の発行を命じるものであった。
2010年には、1セント硬貨の裏面が「リンカーン・ユニオン・シールド」にデザインを一新され、新しいこれらの硬貨は一般流通用として世に出回っている。なお表側のリンカーンの肖像自体はそのままデザインとして残り使用される金属も銅メッキの亜鉛に戻された。

## 硬貨存廃を巡る議論
様々な人々から「1セント硬貨は通貨単位から廃止されるべき」との提案がなされている。理由は様々だが、アメリカ合衆国に住む人々は、クレジットカードでの決済で、1セント硬貨を実際には使っておらず、チップで受け取ったお釣りに入っている程度か、若しくは、より上位の通貨単位に両替するため、銀行に赴くのみであるとの指摘も含まれている。
近年に製造された自動販売機も、実際には1セント硬貨を受け付けておらず（商品は1個1 - 2ドル。よって逆に1ドル紙幣を受け付ける仕組みが必須）、実用性も更に薄くなるばかりか、最近の金属価格高騰により、2014年でも1セント硬貨の製造に掛かる費用が、実際の額面価値を超えている点も挙げられ、カナダドルとオーストラリア・ドルでは、1セント硬貨が廃止されている。
また、こうした論争がアメリカ合衆国議会にまで拡大した例として、2001年と2006年にはアリゾナ州選出の下院議員、ジム・コルベにより、セント硬貨の製造を中止する内容を盛り込んだ法案が提出されている（2001年の法案は「Legal Tender Modernization Act」、2006年の法案は「Currency Overhaul for an Industrious Nation Act, 略称: COIN」）。
行政府側の対応としては、2025年1月22日に政府効率化省がXの公式アカウントにおいて、1セント硬貨を製造するのに1枚あたり3セント以上を要しており、2023年に1億7900万ドル以上の税金が投じられたほか、2023年に造幣局が製造した流通用コイン114億枚のうち1セント硬貨は全体の4割にあたる45億枚以上であったと問題提起を行った。1セント硬貨の将来について具体的な言及があったわけではなく、あくまで意見募集の体を取っていたが、同省によるコスト削減のターゲットになったと見做された。同年2月9日、ドナルド・トランプ大統領は1セント硬貨の製造廃止を財務長官に指示したことを明らかにした。
一方で、2012年に行われた調査によれば、アメリカ国民の3分の2が存続を望んでいる。この理由について、ウェイクフォレスト大学教授で経済学者のロバート・ウェイプルズは、損得ではなく愛着心に拠るものとし、いくら廃止の利点が挙げられようとも、実際に廃止に至ることはないと指摘している。
なお、最小単位の貨幣の廃止は世界的に見られ、カナダでは2013年2月4日をもって、1セント硬貨が廃止された。